# Richard Campbell Brandram
Richard Campbell Brandram, född 5 augusti 1911 i Bexhill-on-Sea, död 5 april 1994 i London, var en brittisk militär. Han var son till Richard Andrew Brandram och Maud Campbell Blakeran. Han gifte sig 1947 i Aten med prinsessan Katarina av Grekland (1913–2007). Deras son Paul föddes 1948.